# Johann Oldendorp
Johann Oldendorp (kol. 1488 Hamburk – 3. června 1567 Marburg) byl německý právník, vysokoškolský učitel a myslitel reformace.
Od roku 1543 do své smrti působil na univerzitě v Marburgu. Zabýval se mj. právní filozofií (zejména pojetím přirozeného práva) a právními dějinami.

## Z díla
- Wat byllich und recht ist (Rostock, 1529)
- Ratmannenspiegel (Rostock, 1530)
- Iuris naturalis gentium et civilis isagoge (Antverpy, 1539)
- Loci communes iuris civilis (Lovaň, 1545)
- Tractatus de testibus et universa testimoniorum materia. Köln: Johann Gymnich, 1596. Dostupné online. (latinsky)

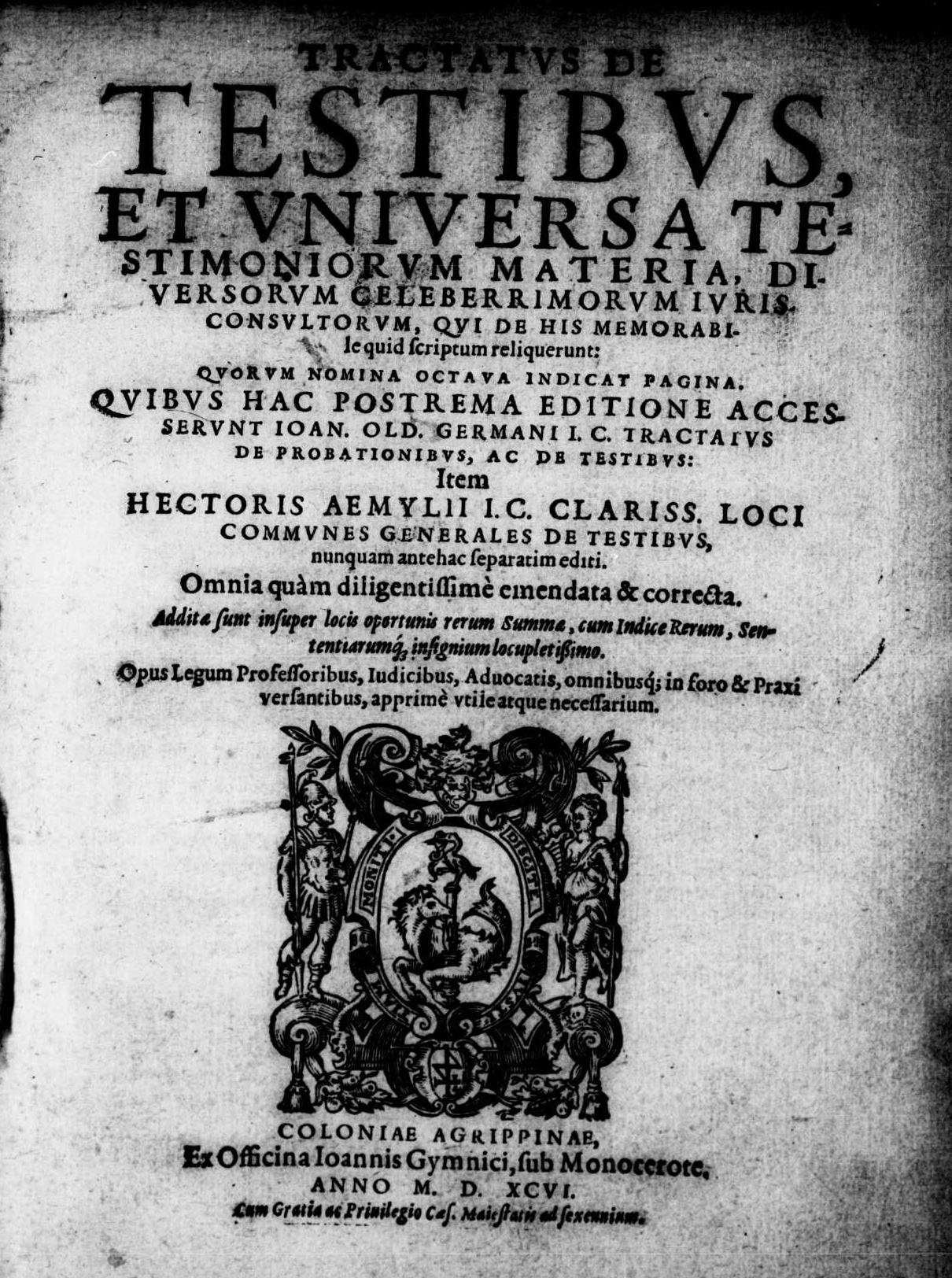
Tractatus de testibus et universa testimoniorum materia, 1596